# Cameron Jerome
Cameron Zishan Jerome (* 14. August 1986 in Huddersfield) ist ein englischer Fußballspieler. Der Stürmer absolvierte zwischen 2005 und 2007 insgesamt zehn Partien für die U-21-Auswahl Englands.

## Sportlicher Werdegang
Seine Karriere begann Jerome in der Heimatstadt bei den Westend Juniors, bevor er als Jugendlicher zu Huddersfield Town wechselte. Weitere Stationen waren Grimsby Town und Sheffield Wednesday, bevor es ihn im Jahr 2003 für kurze Zeit zum FC Middlesbrough zog. Erste Profierfahrungen sammelte der junge Stürmer jedoch erst ab Oktober 2004 beim walisischen Hauptstadtklub Cardiff City in der englischen Football League Championship. Der Wechsel war auf Empfehlung von Paul Wilkinson, der mit Jerome in der Reservemannschaft von Grimsby Town zusammengearbeitet hatte, zustande gekommen.
Nach sieben Toren in 32 Spielen der Saison 2004/05 war er in der anschließenden Spielzeit 2005/06 mit 20 Treffern der „Topscorer“ von Cardiff City. Auch in der englischen U-21-Nationalmannschaft kam Jerome ab 2005 zum Zuge und nach zwei Jahren in Wales heuerte er beim ambitionierteren Birmingham City an, wobei die Ablösesumme drei Millionen Pfund – plus einer weiteren Million im Erfolgsfall – betrug.
Das Debüt bei den „Blues“ verlief denkwürdig, als Jerome am 5. August 2006 fünf Minuten nach seiner Einwechselung gegen Colchester United wegen eines Ellbogenchecks des Feldes verwiesen wurde. Der erste Treffer folgte am 12. September 2006 bei den Queens Park Rangers an der Loftus Road. In einem stetigen Auf-und-ab gelang ihm mit seinem neuen Klub direkt der Aufstieg in die Premier League, musste im Jahr darauf in die Zweitklassigkeit zurückkehren, bevor er 2009 ein zweites Mal die Qualifikation für die oberste englische Spielklasse bewerkstelligte. Häufig war er die einzige Sturmspitze und zeigte zudem eine hohe Laufbereitschaft in der Rückwärtsbewegung; alternativ agierte er oft als rechter Außenstürmer. Im Juli 2009 unterschrieb er in Birmingham einen neuen Fünfjahresvertrag.
Ende August 2011 wechselte er zu Stoke City und unterschrieb dort einen Vierjahresvertrag. Seit August 2014 spielt Jerome für Norwich City. Nach insgesamt dreieinhalb Jahren im Verein wechselte Jerome im Januar 2018 für 1,7 Millionen Euro Ablöse zu Ligarivale Derby County.
Im Sommer 2018 wechselte Jerome in die Süper Lig zu Göztepe Izmir.